# Götstål

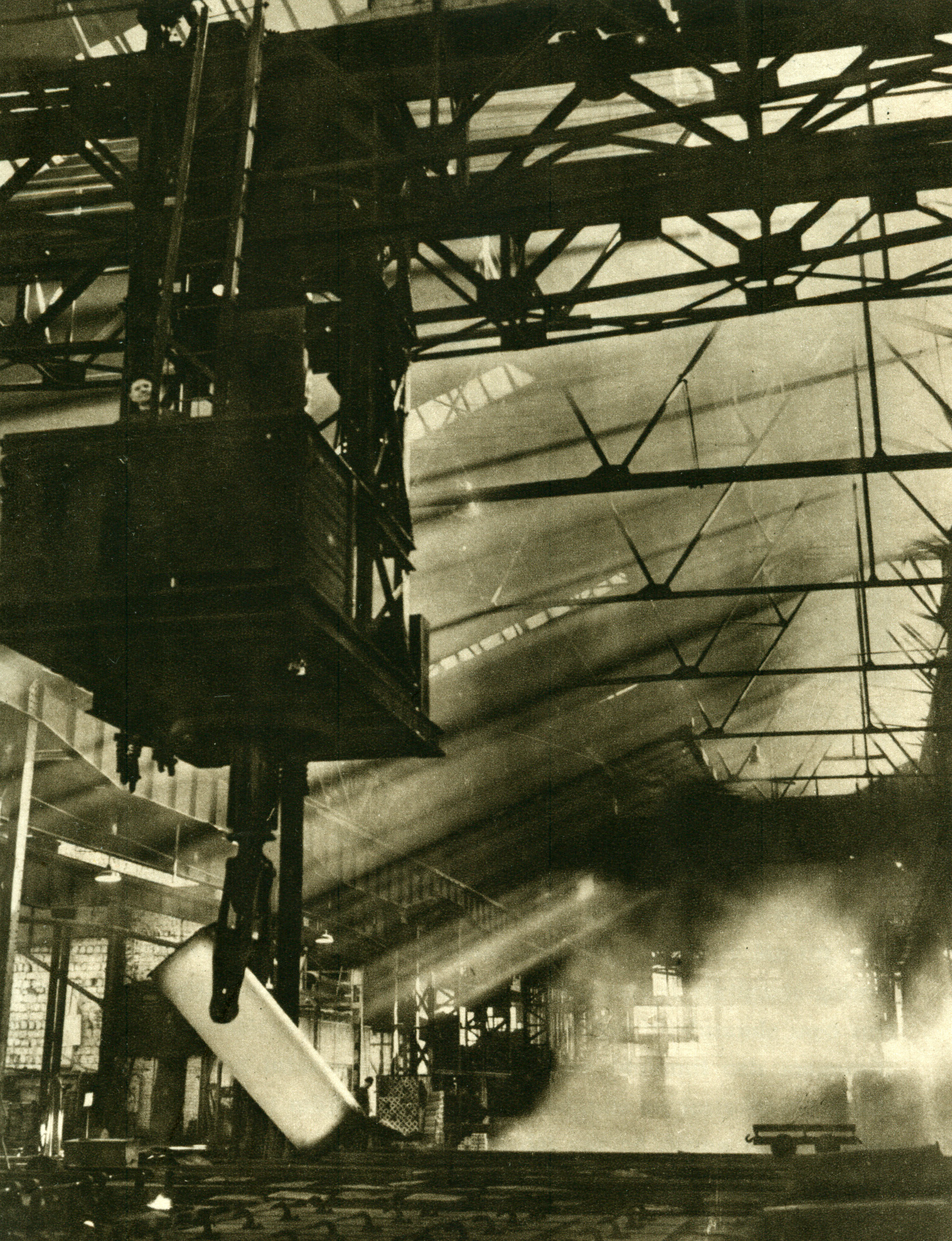
Transport av ett stålgöt i Domnarvets Jernverk, Borlänge. Cirka 1930.

Götstål kallas stål eller annan metall som är gjutet till metallblock och har sådana egenskaper att det kan bearbetas, exempelvis genom valsning eller smidning.